# Nickender Sauerklee
Der Nickende Sauerklee (Oxalis pes-caprae), auch Niedriger Sauerklee genannt, ist eine Pflanzenart aus der Gattung Sauerklee (Oxalis) innerhalb der Familie Sauerkleegewächse (Oxalidaceae).

## Beschreibung

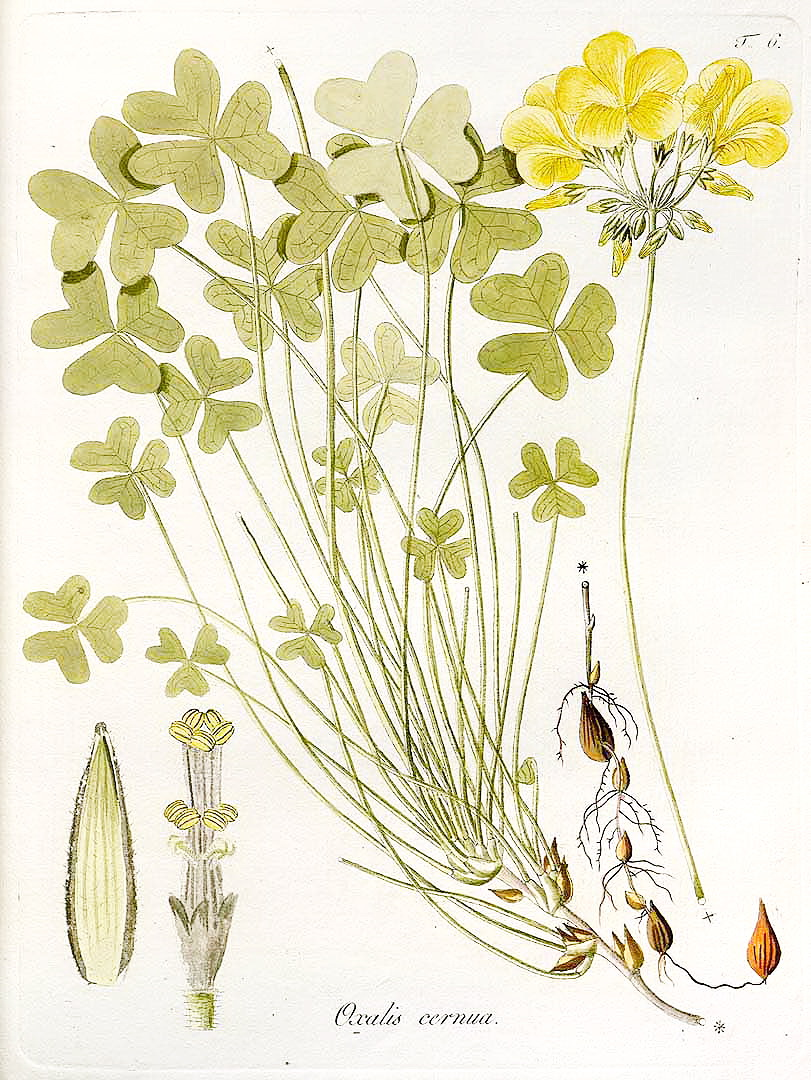
Illustration aus Johannes Scharf

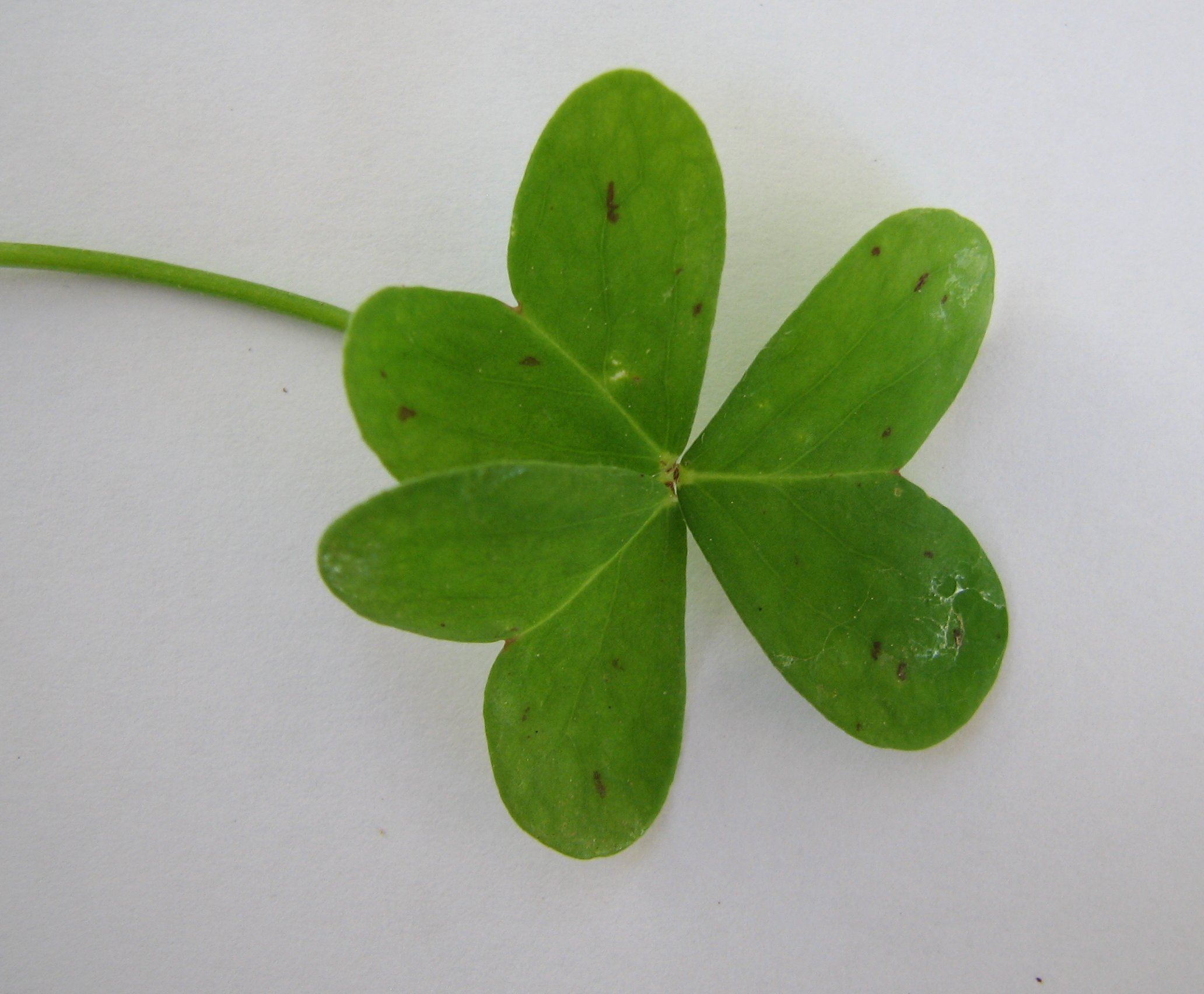
Dreiteilig gefiedertes Blatt

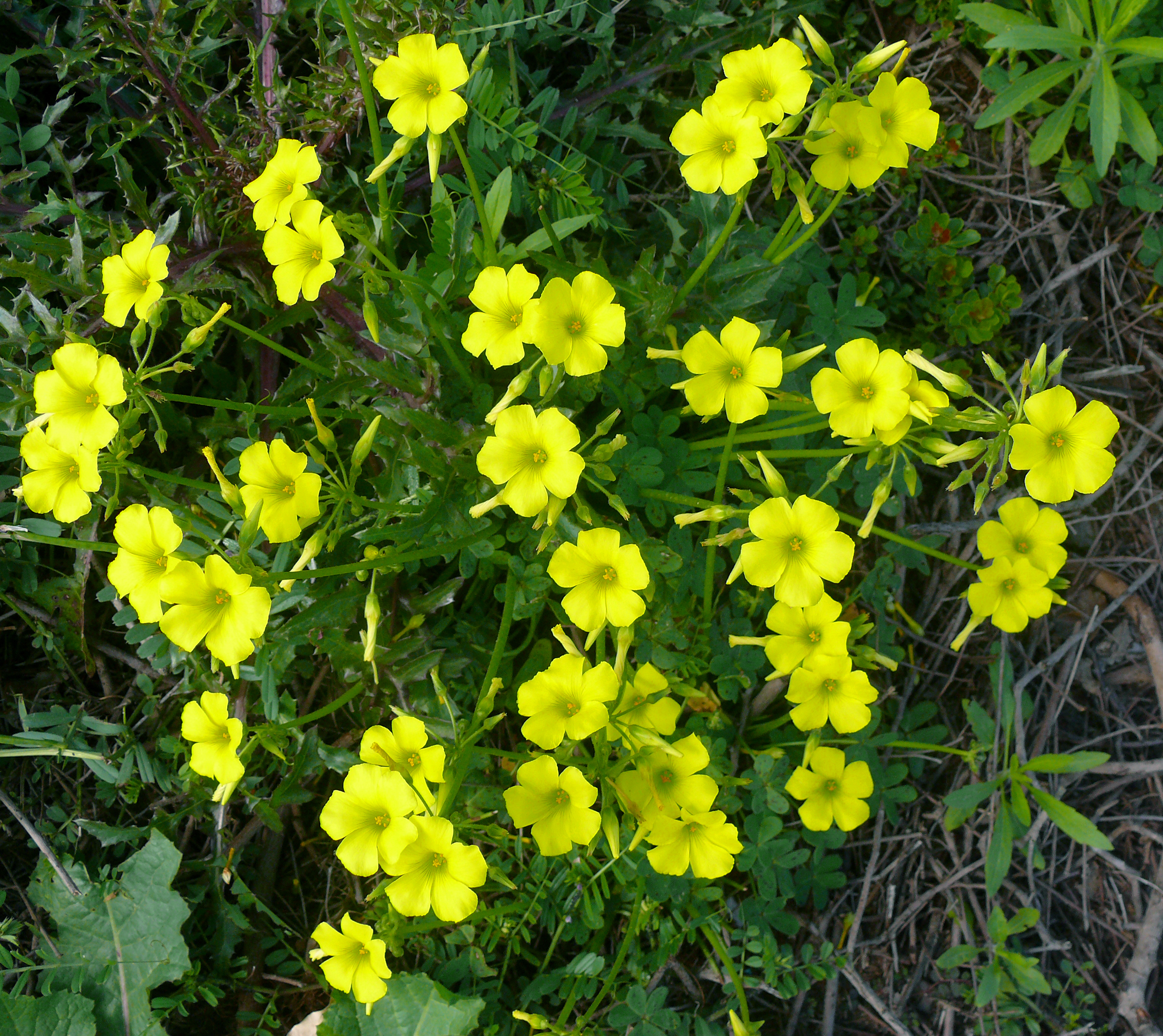
Habitus, Laubblätter und Blüten

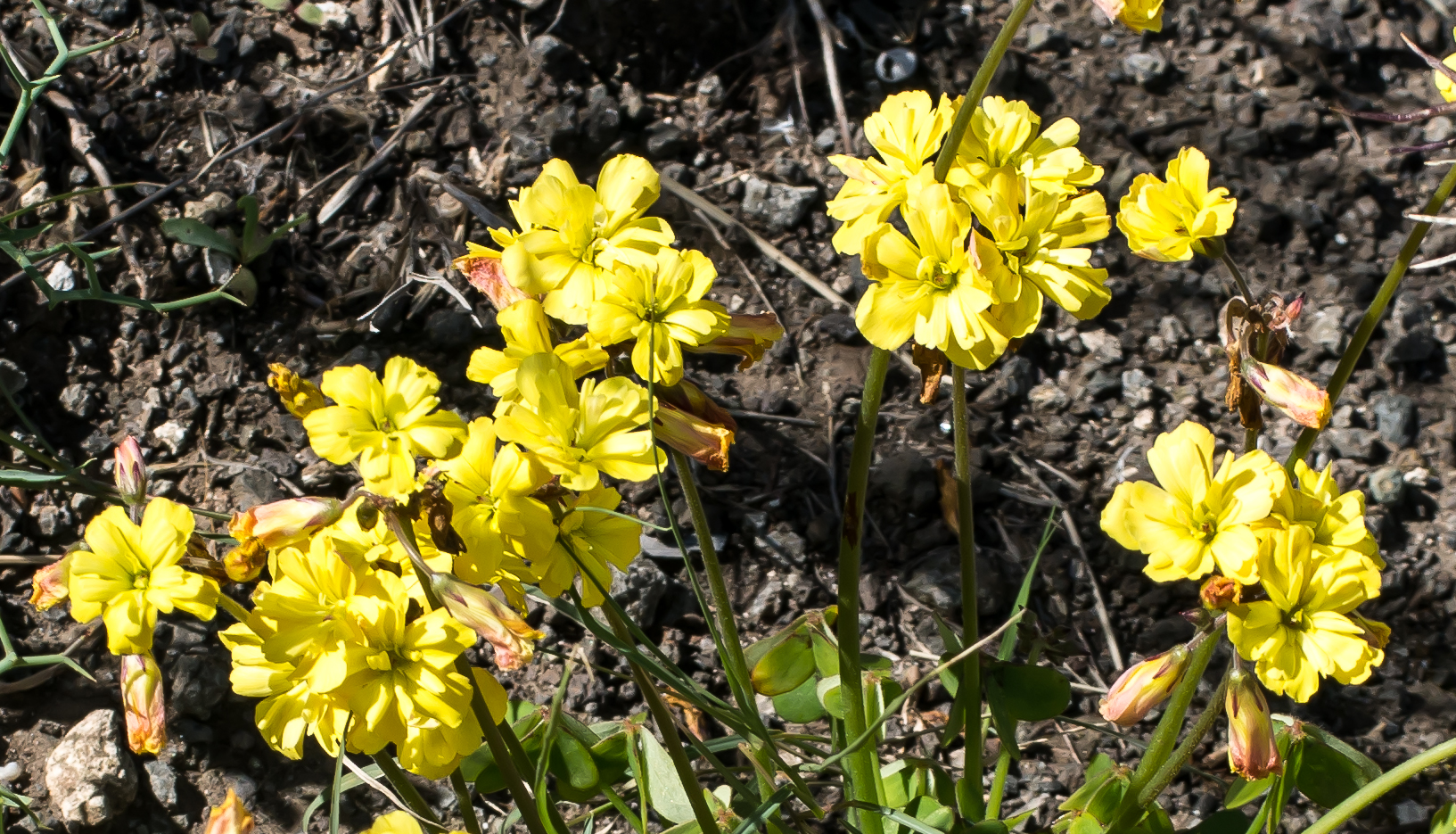
Oxalis pes-caprae fo. pleniflora, Kanarische Inseln

### Vegetative Merkmale
Der Nickende Sauerklee ist eine mehrjährige, krautige Pflanze und erreicht Wuchshöhen von 10 bis 50 Zentimetern.
Die in einer grundständigen Blattrosette angeordneten Laubblättern sind in Blattstiel und -spreite gegliedert. Der Blattstiel ist bis zu 20 Zentimeter lang. Die kleeblattartige Blattspreite ist dreiteilig handförmig gefiedert. Die Fiederblättchen sind breit dreieckig und tief verkehrt-herzförmig mit behaarter Unterseite.

### Generative Merkmale
Die Blütezeit reicht von Dezember bis Mai. Es ist ein relativ langer Blütenstandsschaft vorhanden. Im doldigen Blütenstand befinden sich sechs bis zwölf Blüten. Die Blütenknospen sind nickend, während der Anthese sind die Blüten aufrecht.
Die zwittrigen Blüten sind bei einem Durchmesser von etwa 1,5 Zentimetern trichterförmig sowie radiärsymmetrisch und fünfzählig mit doppelter Blütenhülle. Die fünf Kelchblätter sind frei. Die fünf 2 bis 2,5 Zentimeter langen, zitronengelben Kronblätter sind an ihrer Basis verwachsen. Die Varietät Oxalis pes-caprae var. pleniflora besitzt gefüllte Blüten. Es sind zwei Kreise mit je fünf Staubblättern vorhanden. Fünf Fruchtblätter sind zu einem oberständigen Fruchtknoten verwachsen. 

### Chromosomensatz
Oxalis pes-caprae ist diploid mit 2n = 14 oder polyploid mit 2n = 28 oder 35. Im Mittelmeerraum ist Oxalis pes-caprae tetraploid (2n = 28) oder pentaploid (2n = 35).

## Ökologie
Der Nickende Sauerklee hat eine interessante sexuelle Fortpflanzung. Es gibt drei Typen von Blüten:
- Typ S: Fruchtblatt kurz, Staubblätter mittellang und lang.
- Typ M: Fruchtblatt mittellang, Staubblätter kurz und lang.
- Typ L: Fruchtblatt lang, Staubblätter kurz und mittellang.

Ein kurzes Fruchtblatt kann nur von Pollen aus einem kurzen Staubblatt befruchtet werden, analog ein mittellanges Fruchtblatt nur von mittellangen Staubblättern und ein langes Fruchtblatt nur von langen Staubblättern. Damit ist eine Selbstbefruchtung ausgeschlossen. 
In Südafrika kommen alle drei Blütentypen vor. Daher ist dort eine Ausbreitung durch Samen möglich. In den Mittelmeerraum wurde jedoch nur der Typ S eingeführt. Daher werden im Mittelmeerraum auch kaum Kapselfrüchte gebildet, sondern die Pflanze breitet sich vegetativ durch Brutknöllchen aus, die am Rhizom sitzen. Dass dennoch in Einzelfällen eine sexuelle Vermehrung stattfindet, wurde von Castro et al. 2007 untersucht.

## Vorkommen
Oxalis pes-caprae ist in vielen Teilen der Welt eine invasive Pflanze.
Oxalis pes-caprae stammt ursprünglich aus Südafrika und wurde in Europa vermutlich Anfang des 19. Jahrhunderts von Carlo Giacinto, einem Genueser Mönch und damaligen Kurator der Floriana, den Botanischen Gärten auf Malta, eingeführt. Innerhalb weniger Jahrzehnte breitete sich Oxalis pes-caprae auf Malta, dann im restlichen Mittelmeerraum und sogar die Atlantikküste Europas entlang bis in den Süden von Devon aus, wo sie seither naturalisiert ist. Ebenso ist sie auf den Kanarischen Inseln, Azoren und Madeira eingebürgert. In Malta hat sich die parasitische Sommerwurz Phelipanche mutelii auf Oxalis pes-caprae als Wirt spezialisiert. Phelipanche mutelii kann Bestände von Oxalis pes-caprae in wenigen Wochen vollständig vernichten.
Oxalis pes-caprae gedeiht vor allem im Kulturland, etwa im Obst- oder Olivenanbau. Zur Blütezeit ist der Nickende Sauerklee gebietsweise bestimmender Teil des Landschaftsbildes, so etwa auf Sizilien und Malta, wo die Pflanze Haxixa Ingliza (Englisches Gras) heißt.

## Systematik
Die Erstveröffentlichung von Oxalis pes-caprae erfolgte durch Carl von Linné in Species Plantarum, Tomus I, S. 434. Das Artepitheton pes-caprae bedeutet „Ziegenfuß“ und bezieht sich wohl auf die kurzen, zweilappigen Fiederblätter. Synonyme für Oxalis pes-caprae L. sind: Oxalis cernua Thunb., Bolboxalis cernua (Thunb.) Small.
Es gibt Autoren, die zwei Varietäten von Oxalis pes-caprae beschreiben:
- Oxalis pes-caprae L. var. pes-caprae
- Oxalis pes-caprae var. pleniflora (Lowe) Sunding: Sie kommt vornehmlich auf den Kanarischen Inseln vor.